# Tommaso Rima
Tommaso Antonio Gianini Rima (* 11. Dezember 1775 in Mosogno; † 26. Februar 1843 in Venedig) war ein Schweizer Mediziner.

## Leben
Tommaso Rima war der Sohn von Giacomo Antonio Rima und dessen Ehefrau Maria Zaveria (geb. Picchioni).
Er besuchte die Schulen in Locarno und Lugano und ging 1793 für weitere Studien nach Rom, dort promovierte er 1796 zum Dr. med. und wurde 1798 Dr. der Chirurgie. 1799 trat er in die Napoleonische Armee und war als Major 1803 Chefchirurg der Militärspitäler in Modena (1803) und Mailand (1807). Im gleichen Jahr erhielt er die italienische Staatsbürgerschaft und es erfolgte auch seine Ernennung zum Chefchirurgen aller Militärspitäler des Königreichs Italien. 1808 wurde er zum Professor für Chirurgie am Militärkrankenhaus Sant’Ambrogio in Mailand berufen, bevor er am 1. Januar 1811 als Chefarzt und Professor für Chirurgie zum Militärspitals in Mantua versetzt wurde, dort führte er auch seine ersten Versuche zur Behandlung von Krampfadern durch, musste die Forschungen jedoch 1812 unterbrechen als er nach Ancona und später nach Pavia versetzt wurde; 1820 wurde er aus dem Militärdienst entlassen. Von 1820 bis 1822 war er Chefchirurg des Spitals in Ravenna und ab 1822 Chefchirurg des Provinzspitals in Venedig.

### Wissenschaftliches Wirken
Tommaso Rima betätigte sich auch als Verfasser von medizinischen Schriften und publizierte verschiedene Veröffentlichungen zu medizinischen Themen, unter anderem beschrieb er erstmals den Blutrückfluss bei Unterschenkelkrampfadern, die er chirurgisch behandelte. Seine Behandlungsweise wurde 1891 von Friedrich Trendelenburg wiederentdeckt, der daraus die Trendelenburg-Operation bei Krampfaderleiden entwickelte.
Tommaso Rima war in erster Ehe mit Maria Antonia und in zweiter Ehe seit 1814 mit Teresa (geb. Lalatta), Marquise aus Parma, verheiratet.

## Schriften
- mit Pierre Dufouart: Analisi delle ferite d’armi da fuoco, e della loro cura. Borsani, Milano 1805–1808.
- Risposta all’anonimo autore della Lettera critico-chirurgica sull’operazione della pietra da esso eseguita on Domenico Lodoli nel Pubblico Ospitale di Ravenna. Roveri, Ravenna 1820.
- Sul perfezionamento del processo operativo per l’estirpazione dei testicoli scirrosi: memoria. Per le Stampe di Annesio Nobili, Bologna 1821.
- mit Marianna Talenti Leoni: Storia di un voluminoso tumore estirpato dal collo di M. Talenti, etc. Treviso 1826.
- Tavole con cenni istorici d’alcuni casi chirurgici straordinarj felicemente curati nel Civico ospitale provinciale di Venezia dal chirurgo primario anziano Tommaso dott. Rima.  G. Antonelli, Venezia 1838, archive.org.
- Cura radicale delle varici dedotta dalla causa prossima scoperta è dimostrata in due memorie dal socio ordinario Tommaso Dr. Rima edizione 2a con appendice dell’ autore.  G. Antonelli, Venezia 1838.
- mit Antonio Marconi: Della resecazione della mascella inferiore affetta de osteo-sarcoma: operata dal dott. F. Andreola, Venezia 1839, archive.org.